# Campeonato Mundial de Halterofilismo de 1994
O Campeonato Mundial de Halterofilismo de 1994 foi a 66ª edição do campeonato de halterofilismo, organizado pela Federação Internacional de Halterofilismo (FIH), em Istambul, na Turquia, entre 17 a 27 de novembro de 1994. Contou com a presença de 347 halterofilistas (242 masculino e 105 feminino) de 52 nacionalidades filiadas à Federação Internacional de Halterofilismo (FIH).

## Medalhistas

### Masculino
| Evento    | Ouro                               | Ouro     | Prata                        | Prata    | Bronze                          | Bronze   |
| 54 kg     | 54 kg                              | 54 kg    | 54 kg                        | 54 kg    | 54 kg                           | 54 kg    |
| --------- | ---------------------------------- | -------- | ---------------------------- | -------- | ------------------------------- | -------- |
| Arranque  | Halil Mutlu · Turquia              | 130,0 kg | William Vargas · Cuba        | 122,5 kg | Sevdalin Minchev · Bulgária     | 122,5 kg |
| Arremesso | Halil Mutlu · Turquia              | 160,0 kg | Ivan Ivanov · Bulgária       | 155,0 kg | Lan Shizhang · China            | 150,0 kg |
| Total     | Halil Mutlu · Turquia              | 290,0 kg | Ivan Ivanov · Bulgária       | 275,0 kg | Sevdalin Minchev · Bulgária     | 270,0 kg |
| 59 kg     |                                    |          |                              |          |                                 |          |
| Arranque  | Nikolay Peshalov · Bulgária        | 135,0 kg | Hafız Süleymanoğlu · Turquia | 135,0 kg | Radostin Panayotov · Bulgária   | 130,0 kg |
| Arremesso | Nikolay Peshalov · Bulgária        | 168,0 kg | Hafız Süleymanoğlu · Turquia | 162,5 kg | Chun Byung-kwan Coreia do Sul   | 157,5 kg |
| Total     | Nikolay Peshalov · Bulgária        | 302,5 kg | Hafız Süleymanoğlu · Turquia | 297,5 kg | Radostin Panayotov · Bulgária   | 287,5 kg |
| 64 kg     |                                    |          |                              |          |                                 |          |
| Arranque  | Naim Süleymanoğlu · Turquia        | 147,5 kg | Valerios Leonidis · Grécia   | 146,5 kg | Ilian Iliev · Bulgária          | 142,5 kg |
| Arremesso | Naim Süleymanoğlu · Turquia        | 182,5 kg | Valerios Leonidis · Grécia   | 180,5 kg | Attila Czanka · Hungria         | 172,5 kg |
| Total     | Naim Süleymanoğlu · Turquia        | 330,0 kg | Valerios Leonidis · Grécia   | 325,0 kg | Attila Czanka · Hungria         | 312,5 kg |
| 70 kg     |                                    |          |                              |          |                                 |          |
| Arranque  | Fedail Güler · Turquia             | 160,0 kg | Angel Genchev · Bulgária     | 155,0 kg | Ergün Batmaz · Turquia          | 155,0 kg |
| Arremesso | Attila Feri · Hungria              | 190,0 kg | Fedail Güler · Turquia       | 190,0 kg | Yoto Yotov · Bulgária           | 190,0 kg |
| Total     | Fedail Güler · Turquia             | 350,0 kg | Yoto Yotov · Bulgária        | 345,0 kg | Angel Genchev · Bulgária        | 340,0 kg |
| 76 kg     |                                    |          |                              |          |                                 |          |
| Arranque  | Ingo Steinhöfel · Alemanha         | 165,0 kg | Roman Sevasteyev · Ucrânia   | 162,5 kg | Leonid Lobachev · Bielorrússia  | 162,5 kg |
| Arremesso | Pablo Lara · Cuba                  | 202,5 kg | Ruslan Savchenko · Ucrânia   | 200,0 kg | Ingo Steinhöfel · Alemanha      | 197,5 kg |
| Total     | Pablo Lara · Cuba                  | 365,0 kg | Ingo Steinhöfel · Alemanha   | 362,5 kg | Ruslan Savchenko · Ucrânia      | 360,0 kg |
| 83 kg     |                                    |          |                              |          |                                 |          |
| Arranque  | Sergo Chakhoyan · Armênia          | 175,5 kg | Marc Huster · Alemanha       | 172,5 kg | Pyrros Dimas · Grécia           | 172,5 kg |
| Arremesso | Marc Huster · Alemanha             | 210,0 kg | Sunay Bulut · Turquia        | 210,5 kg | Vadim Vacarciuc · Moldávia      | 205,0 kg |
| Total     | Marc Huster · Alemanha             | 382,5 kg | Sergo Chakhoyan · Armênia    | 380,0 kg | Sunay Bulut · Turquia           | 375,0 kg |
| 91 kg     |                                    |          |                              |          |                                 |          |
| Arranque  | Aleksey Petrov · Rússia            | 186,0 kg | Ivan Chakarov · Bulgária     | 185,0 kg | Akakios Kakiasvilis · Grécia    | 177,5 kg |
| Arremesso | Aleksey Petrov · Rússia            | 228,0 kg | Akakios Kakiasvilis · Grécia | 220,0 kg | Viktor Belyatsky · Bielorrússia | 207,5 kg |
| Total     | Aleksey Petrov · Rússia            | 412,5 kg | Akakios Kakiasvilis · Grécia | 397,5 kg | Viktor Belyatsky · Bielorrússia | 380,0 kg |
| 99 kg     |                                    |          |                              |          |                                 |          |
| Arranque  | Sergey Syrtsov · Rússia            | 192,5 kg | Viktor Tregubov · Rússia     | 185,0 kg | Aghvan Grigoryan · Armênia      | 180,0 kg |
| Arremesso | Sergey Syrtsov · Rússia            | 225,5 kg | Viktor Tregubov · Rússia     | 220,0 kg | Stanislav Rybalchenko · Ucrânia | 217,5 kg |
| Total     | Sergey Syrtsov · Rússia            | 417,5 kg | Viktor Tregubov · Rússia     | 405,0 kg | Stanislav Rybalchenko · Ucrânia | 395,0 kg |
| 108 kg    |                                    |          |                              |          |                                 |          |
| Arranque  | Timur Taymazov · Ucrânia           | 200,0 kg | Artur Akoyev · Rússia        | 195,0 kg | Nicu Vlad · Austrália           | 192,5 kg |
| Arremesso | Timur Taymazov · Ucrânia           | 235,5 kg | Nicu Vlad · Austrália        | 230,0 kg | Artur Akoyev · Rússia           | 225,0 kg |
| Total     | Timur Taymazov · Ucrânia           | 435,0 kg | Nicu Vlad · Austrália        | 422,5 kg | Artur Akoyev · Rússia           | 420,0 kg |
| +108 kg   |                                    |          |                              |          |                                 |          |
| Arranque  | Aleksandr Kurlovich · Bielorrússia | 205,0 kg | Andrey Chemerkin · Rússia    | 200,0 kg | Stefan Botev · Austrália        | 195,0 kg |
| Arremesso | Aleksandr Kurlovich · Bielorrússia | 253,0 kg | Andrey Chemerkin · Rússia    | 252,5 kg | Stefan Botev · Austrália        | 240,0 kg |
| Total     | Aleksandr Kurlovich · Bielorrússia | 457,5 kg | Andrey Chemerkin · Rússia    | 452,5 kg | Stefan Botev · Austrália        | 435,0 kg |

- — RECORDE MUNDIAL

### Feminino
| Evento    | Ouro                            | Ouro     | Prata                           | Prata    | Bronze                          | Bronze   |
| 46 kg     | 46 kg                           | 46 kg    | 46 kg                           | 46 kg    | 46 kg                           | 46 kg    |
| --------- | ------------------------------- | -------- | ------------------------------- | -------- | ------------------------------- | -------- |
| Arranque  | Yun Yanhong · China             | 80,5 kg  | Kunjarani Devi · Índia          | 72,5 kg  | Misasanga Wangkiree · Tailândia | 72,5 kg  |
| Arremesso | Yun Yanhong · China             | 100,0 kg | Kunjarani Devi · Índia          | 95,0 kg  | Chu Nan-mei · Taipé Chinesa     | 87,5 kg  |
| Total     | Yun Yanhong · China             | 180,0 kg | Kunjarani Devi · Índia          | 167,5 kg | Tsai Huey-woan · Taipé Chinesa  | 155,0 kg |
| 50 kg     |                                 |          |                                 |          |                                 |          |
| Arranque  | Robin Byrd · Estados Unidos     | 80,0 kg  | Chen Li-chuan · Taipé Chinesa   | 75,0 kg  | Siyka Stoeva · Bulgária         | 75,0 kg  |
| Arremesso | Izabela Rifatova · Bulgária     | 95,0 kg  | Robin Byrd · Estados Unidos     | 95,0 kg  | Anna Stroubou · Grécia          | 90,0 kg  |
| Total     | Robin Byrd · Estados Unidos     | 175,0 kg | Izabela Rifatova · Bulgária     | 165,0 kg | Chen Li-chuan · Taipé Chinesa   | 165,0 kg |
| 54 kg     |                                 |          |                                 |          |                                 |          |
| Arranque  | Li Fengying · China             | 87,5 kg  | Janeta Georgieva · Bulgária     | 87,5 kg  | Karnam Malleswari · Índia       | 87,5 kg  |
| Arremesso | Karnam Malleswari · Índia       | 110,0 kg | Li Fengying · China             | 107,5 kg | Neli Yankova · Bulgária         | 102,5 kg |
| Total     | Karnam Malleswari · Índia       | 197,5 kg | Li Fengying · China             | 195,0 kg | Janeta Georgieva · Bulgária     | 185,0 kg |
| 59 kg     |                                 |          |                                 |          |                                 |          |
| Arranque  | Zou Feie · China                | 98,5 kg  | Gergana Kirilova · Bulgária     | 90,0 kg  | Khassaraporn Suta · Tailândia   | 85,0 kg  |
| Arremesso | Zou Feie · China                | 123,0 kg | Khassaraporn Suta · Tailândia   | 112,5 kg | Gergana Kirilova · Bulgária     | 112,5 kg |
| Total     | Zou Feie · China                | 220,0 kg | Gergana Kirilova · Bulgária     | 202,5 kg | Khassaraporn Suta · Tailândia   | 197,5 kg |
| 64 kg     |                                 |          |                                 |          |                                 |          |
| Arranque  | Li Hongyun · China              | 105,0 kg | Erzsébet Márkus · Hungria       | 92,5 kg  | Kuo Shu-fen · Taipé Chinesa     | 90,0 kg  |
| Arremesso | Li Hongyun · China              | 130,0 kg | Kuo Shu-fen · Taipé Chinesa     | 115,0 kg | Alexia Papageorgiou · Grécia    | 110,0 kg |
| Total     | Li Hongyun · China              | 235,0 kg | Kuo Shu-fen · Taipé Chinesa     | 205,0 kg | Erzsébet Márkus · Hungria       | 197,5 kg |
| 70 kg     |                                 |          |                                 |          |                                 |          |
| Arranque  | Qu Lihua · China                | 97,5 kg  | Wasana Putcharkarn · Tailândia  | 95,0 kg  | Zhou Meihong · China            | 95,0 kg  |
| Arremesso | Zhou Meihong · China            | 128,5 kg | Qu Lihua · China                | 122,5 kg | Irina Kasimova · Rússia         | 117,5 kg |
| Total     | Zhou Meihong · China            | 222,5 kg | Qu Lihua · China                | 220,0 kg | Wasana Putcharkarn · Tailândia  | 210,0 kg |
| 76 kg     |                                 |          |                                 |          |                                 |          |
| Arranque  | Albina Khomich · Rússia         | 97,5 kg  | Mária Takács · Hungria          | 95,0 kg  | Ruth Ogbeifo · Nigéria          | 95,0 kg  |
| Arremesso | Panagiota Antonopoulou · Grécia | 127,5 kg | Mária Takács · Hungria          | 122,5 kg | Ruth Ogbeifo · Nigéria          | 115,0 kg |
| Total     | Panagiota Antonopoulou · Grécia | 220,0 kg | Mária Takács · Hungria          | 217,5 kg | Albina Khomich · Rússia         | 212,5 kg |
| 83 kg     |                                 |          |                                 |          |                                 |          |
| Arranque  | María Isabel Urrutia · Colômbia | 105,0 kg | Chen Shu-chih · Taipé Chinesa   | 105,0 kg | Derya Açikgöz · Turquia         | 100,0 kg |
| Arremesso | María Isabel Urrutia · Colômbia | 132,5 kg | Chen Shu-chih · Taipé Chinesa   | 130,5 kg | Derya Açikgöz · Turquia         | 120,0 kg |
| Total     | María Isabel Urrutia · Colômbia | 237,5 kg | Chen Shu-chih · Taipé Chinesa   | 235,0 kg | Derya Açikgöz · Turquia         | 220,0 kg |
| +83 kg    |                                 |          |                                 |          |                                 |          |
| Arranque  | Karoliina Lundahl · Finlândia   | 102,5 kg | Myrtle Augee · Reino Unido      | 97,5 kg  | Chen Hsiao-lien · Taipé Chinesa | 95,0 kg  |
| Arremesso | Karoliina Lundahl · Finlândia   | 127,5 kg | Chen Hsiao-lien · Taipé Chinesa | 122,5 kg | Myrtle Augee · Reino Unido      | 120,0 kg |
| Total     | Karoliina Lundahl · Finlândia   | 230,0 kg | Chen Hsiao-lien · Taipé Chinesa | 217,5 kg | Myrtle Augee · Reino Unido      | 217,5 kg |

- — RECORDE MUNDIAL

## Quadro de medalhas
Quadro de medalhas no total combinado
| Ordem | País           | Medalha de ouro | Medalha de prata | Medalha de bronze | Total |
| ----- | -------------- | --------------- | ---------------- | ----------------- | ----- |
| 1     | China          | 4               | 2                | 0                 | 6     |
| 2     | Turquia        | 3               | 1                | 2                 | 6     |
| 3     | Rússia         | 2               | 2                | 2                 | 6     |
| 4     | Bulgária       | 1               | 4                | 4                 | 9     |
| 5     | Grécia         | 1               | 2                | 0                 | 3     |
| 6     | Índia          | 1               | 1                | 0                 | 2     |
| 6     | Alemanha       | 1               | 1                | 0                 | 2     |
| 8     | Ucrânia        | 1               | 0                | 2                 | 3     |
| 9     | Bielorrússia   | 1               | 0                | 1                 | 2     |
| 10    | Colômbia       | 1               | 0                | 0                 | 1     |
| 10    | Cuba           | 1               | 0                | 0                 | 1     |
| 10    | Finlândia      | 1               | 0                | 0                 | 1     |
| 10    | Estados Unidos | 1               | 0                | 0                 | 1     |
| 14    | Taipé Chinesa  | 0               | 3                | 2                 | 5     |
| 15    | Hungria        | 0               | 1                | 2                 | 3     |
| 16    | Austrália      | 0               | 1                | 1                 | 2     |
| 17    | Armênia        | 0               | 1                | 0                 | 1     |
| 18    | Tailândia      | 0               | 0                | 2                 | 2     |
| 19    | Reino Unido    | 0               | 0                | 1                 | 1     |
| Total | Total          | 19              | 19               | 19                | 57    |

Quadro de medalhas nos levantamentos + total combinado
| Ordem | País           | Medalha de ouro | Medalha de prata | Medalha de bronze | Total |
| ----- | -------------- | --------------- | ---------------- | ----------------- | ----- |
| 1     | China          | 13              | 4                | 2                 | 19    |
| 2     | Turquia        | 8               | 5                | 5                 | 18    |
| 3     | Rússia         | 7               | 7                | 4                 | 18    |
| 4     | Bulgária       | 4               | 9                | 11                | 24    |
| 5     | Ucrânia        | 3               | 2                | 3                 | 8     |
| 6     | Alemanha       | 3               | 2                | 1                 | 6     |
| 7     | Bielorrússia   | 3               | 0                | 3                 | 6     |
| 8     | Colômbia       | 3               | 0                | 0                 | 3     |
| 8     | Finlândia      | 3               | 0                | 0                 | 3     |
| 10    | Grécia         | 2               | 5                | 4                 | 11    |
| 11    | Índia          | 2               | 3                | 1                 | 6     |
| 12    | Cuba           | 2               | 1                | 0                 | 3     |
| 12    | Estados Unidos | 2               | 1                | 0                 | 3     |
| 14    | Hungria        | 1               | 4                | 3                 | 8     |
| 15    | Armênia        | 1               | 1                | 1                 | 3     |
| 16    | Taipé Chinesa  | 0               | 8                | 5                 | 13    |
| 17    | Austrália      | 0               | 2                | 4                 | 6     |
| 17    | Tailândia      | 0               | 2                | 4                 | 6     |
| 19    | Reino Unido    | 0               | 1                | 2                 | 3     |
| 20    | Nigéria        | 0               | 0                | 2                 | 2     |
| 21    | Moldávia       | 0               | 0                | 1                 | 1     |
| 21    | Coreia do Sul  | 0               | 0                | 1                 | 1     |
| Total | Total          | 57              | 57               | 57                | 171   |